# Киселево (Шекснинский район)
Киселево — деревня в Шекснинском районе Вологодской области.
Входит в состав сельского поселения Сиземского, с точки зрения административно-территориального деления — в Сиземский сельсовет.
Расстояние до районного центра Шексны по автодороге — 34,7 км, до центра муниципального образования Чаромского по прямой — 8 км. Ближайшие населённые пункты — Кощеево, Уварово, Саунино, Большой Овинец, Прядино.
По переписи 2002 года население — 4 человека.